# Dsmitryj Marfuschkin
Dsmitryj Marfuschkin (* 24. August 2002) ist ein belarussischer Leichtathlet, der sich auf den Stabhochsprung spezialisiert hat.

## Sportliche Laufbahn
Erste internationale Erfahrungen sammelte Dsmitryj Marfuschkin beim Europäischen Olympischen Jugendfestival (EYOF) 2019 in Baku, bei dem er mit übersprungenen 4,80 m die Bronzemedaille gewann. 2021 startete er bei den U20-Europameisterschaften in Tallinn und scheiterte dort an der von ihm gewählten Einstiegshöhe. 
2021 wurde Marfuschkin belarussischer Meister im Stabhochsprung im Freien sowie 2022 in der Halle.

## Persönliche Bestleistungen
- Freiluft: 5,20 m, 15. Juni 2021 in Brest
- Halle: 5,20 m, 4. Februar 2021 in Mahiljou